# Bonifacio Asioli
Bonifacio (Bonifazio) Asioli (ur. 30 sierpnia 1769 w Correggio, zm. 18 maja 1832 tamże) – włoski kompozytor, teoretyk i klawesynista.

## Życiorys
Pochodził z dobrze sytuowanej rodziny. Talent muzyczny objawił już jako dziecko, pierwszy utwór skomponował w wieku około 12 lat. Studiował w Parmie i Bolonii. W 1783 roku został nauczycielem muzyki w Civico Collegio w Correggio, a w 1786 roku kapelmistrzem w kościele San Quirino. W latach 1787–1796 działał w Turynie, a następnie w Wenecji. Od 1799 roku przebywał w Mediolanie. W 1805 roku został nadwornym kapelmistrzem wicekróla Italii Eugeniusza de Beauharnais, zaś w 1808 roku dyrektorem mediolańskiego konserwatorium. Jednym z jego uczniów był Carl Thomas Mozart. Usunięty ze stanowiska po upadku Napoleona w 1814 roku wrócił do Correggio, gdzie założył własną szkołę muzyczną.

## Twórczość
Jego muzyka utrzymana jest w stylu klasycznym. Skomponował m.in. 9 oper, 10 mszy, oratorium Giuseppe in Galaad (1785), ponadto kantaty, symfonie, utwory kameralne. Był też autorem cieszących się powodzeniem prac teoretycznych, w tym Principi elementari di musica (wyd. Mediolan 1809).